# 이대명
이대명(李大明, 1988년 9월 14일~)은 대한민국의 사격 선수이다. 올림픽에 2010년 아시안 게임 10m 공기권총, 10m 권총 단체전, 50m 권총 단체전 세 종목에서 우승하며 진종오의 뒤를 이을 대한민국 사격의 대들보로 떠올랐다.

## 경력
의정부 신곡중에 입학하면서 총에 대한 호기심 때문에 사격에 입문했다. 3학년 때 소년체전에서 금메달을 따냈고, 이듬해 국가대표 상비군에 발탁되면서 기량히 한층 향상되었다. 송현고등학교 재학 시절인 2006년 4월 30일 충청북도 청원시에서 열린 봉황기 전국 사격 대회 남고부 공기권총에서 결선 합계 689.2점을 쏴 고등학생으로는 한국 사격 사상 처음으로 한국 신기록을 세웠다. 같은 해 7월 크로아티아 자그레브에서 열린 2006년 세계 사격 선수권 대회 주니어부에서 10m 공기권총 은메달, 50m 권총 단체전 은메달, 50m 권총 동메달을 획득하면서 총3개의 메달을 따냈다.
2006년 9월 처음으로 성인 국가대표로 발탁되었으며 12월에 카타르 도하에서 열린 2006년 아시안 게임에 출전하면서 처음으로 성인 국제 대회에 참가했다. 그는 진종오와 김영욱과 함께 출전한 10m 공기권총 단체전에서 중국의 뒤를 이어 은메달을 획득했다. 또한 10m 공기권총 개인전에서는 총 582점을 기록하면서 5위에 올랐다. 2007년에는 송현고를 졸업하고 한국체육대학교에 진학했으며 그 해 4월에는 오스트레일리아 시드니에서 열린 2007년 월드컵 2차 대회에 참가하면서 첫 월드컵 경기를 가졌다. 그는 이 대회 남자 10ｍ 공기권총에서 7위를 하면서 차기 올림픽 출전권을 획득했으며 같은 대회 남자 50m 사격 종목에서는 러시아의 보리스 코코레프와 레오니트 예키모프의 뒤를 이어 동메달을 획득하면서 첫 월드컵 메달을 획득했다.
2007년 8월에는 태국 방콕에서 열린 2007년 하계 유니버시아드에 참가했으며 첫 경기인 50m 권총 단체전에서 이준희와 하길용과 함께 참가하여 러시아와 우크라이나팀의 뒤를 이어 3위로 동메달을 획득했다. 또한 50m 권총 개인전에서 러시아의 예키모프와 우크라이나의 이반 리보발로우의 뒤를 이어 동메달을 획득했고 하길용과 이준희와 함께 참가한 10m 공기권총 단체전에서 러시아와 우크라이나를 꺾고 금메달을 차지했다. 마지막 경기인 10m 공기권총 개인전에서 예키모프와 대표팀 동료 하길용의 뒤를 이어 동메달을 획득하면서 금메달 1개, 동메달 3개의 성적으로 대회를 마무리했다. 이후 12월에 쿠웨이트의 쿠웨이트시티에서 열린 2007년 아시아 선수권 대회에 참가하여 50m 권총 단체전에서 진종오와 하길용과 함께 은메달을 획득했다.
2008년 8월 중국 베이징에서 열린 2008년 하계 올림픽에 대표팀 동료인 진종오와 함께 권총 종목에 출전했다. 그는 남자 10m 공기권총 예선에서 총 580점을 기록하여 선수 7명과 동점을 냈으나 세부 점수에서 밀려 우즈베키스탄의 딜쇼트 무흐타로프의 뒤를 이은 16위로 경기를 마쳤다.

## 개인사
2019년 10월 19일 매일경제TV 소속인 아나운서 송다함과 결혼을 했다.